# Road to Utopia
 Road to Utopia és una pel·lícula estatunidenca dirigida per Hal Walker, estrenada el 1946.

## Argument
Duke i Chester són dos actors de tercera fila que fugint d'un conflicte s'embarquen amb rumb a Alaska. Al mateix vaixell viatgen dos assassins, Sperry i McGurk, que tenen al seu poder un mapa amb la ubicació concreta d'una mina que amaga gran quantitat d'or. La casualitat fa que el mapa vagi a parar a les mans dels dos actors que aprofiten l'ocasió per abandonar el vaixell adoptant la identitat dels assassins.

## Repartiment
- Bing Crosby: Duke Johnson/Junior Hooton
- Bob Hope: Chester Hooton
- Dorothy Lamour: Sal Van Hoyden
- Hillary Brooke: Kate
- Douglass Dumbrille: Ace Larson
- Jack La Rue: LeBec
- Robert Barrat: Sperry
- Nestor Paiva: McGurk
- Robert Benchley: El narrador

## Producció
Rodada de desembre de 1943 a març de 1944, la pel·lícula és l'única Road to... que no va ser filmada en el lloc real del seu títol, encara que Alaska amb les seves mines d'or és relacionada amb "Utopia" diverses vegades en la pel·lícula. Protagonitzada per Bob Hope, Bing Crosby i Dorothy Lamour, com a totes les de la sèrie. La pel·lícula és també l'única pel·lícula "Road" que no va tenir lloc en un temps contemporani encara que la pel·lícula comença i acaba amb el repartiment fet per mirar al passat.
Com a “narrador”, l'assagista d'humor Robert Benchley proporciona algun  comentari intercalat per tota la pel·lícula. Hi ha també burles a la Paramount Pictures (l'estudi que al principi havia de treure la pel·lícula) i una referència a Frank Sinatra, per no esmentar molts casos de "trencar la quarta paret" i punts dèbils en general .
En la seva autobiografia, Dorothy Lamour va dir que l'estrena de Road to Utopia podia haver estat retardada per la Paramount per no posar en perill la rebuda del públic i l'acceptació pel comitè de Premis de l'Acadèmia de Crosby com a  millor actor interpretant un sacerdot a Going my way.

## Nominacions
- 1947. Oscar al millor guió original per Norman Panama i Melvin Frank